# جيوفاني بريتوريوس
جيوفاني بريتوريوس (بالإنجليزية: Giovanni Pretorius)‏ (مواليد 1972) هو ملاكم جنوب أفريقي، مثّل بلاده في الألعاب الأولمبية الصيفية 1992.

## روابط خارجية
- جيوفاني بريتوريوس على موقع بوكس ريك (الإنجليزية) (registration required)
- جيوفاني بريتوريوس على موقع أوليمبيديا (الإنجليزية)